# Arvesta Kelly
Arvesta Kelly (Jackson, 20 novembre 1945) è un ex cestista statunitense, professionista nella ABA.

## Carriera
Venne selezionato dai St. Louis Hawks all'ottavo giro del Draft NBA 1967 (85ª scelta assoluta).

## Palmarès
- Campionato ABA: 1

Pittsburgh Pipers: 1968